# Bergkirche (Schönau)

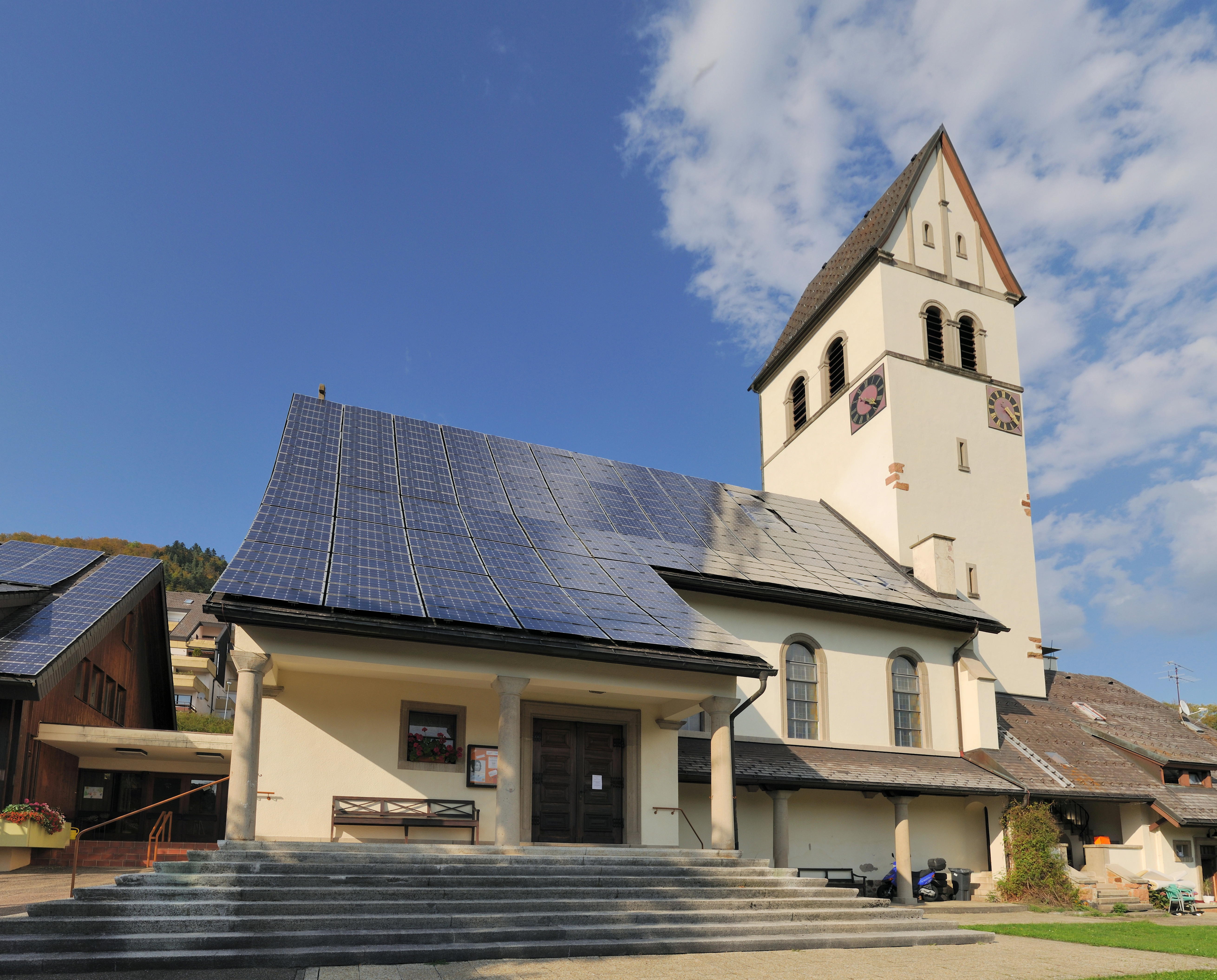
Bergkirche von Süden

Die Bergkirche ist eine evangelische Kirche in Schönau im Schwarzwald, die in den 1920er Jahren entstand. Eine selbstständige evangelische Gemeinde formierte sich im Ort bereits 1883. Sie gehört heute zum Kirchenbezirk Markgräflerland der Evangelischen Landeskirche in Baden.

## Geschichte
Bis zur zweiten Hälfte des 19. Jahrhunderts wurden die evangelischen Gläubigen von Neuenweg aus betreut. 1883 bildete sich eine Diasporagemeinschaft heraus. Der Pfarrer hielt mangels geeigneter Räumlichkeiten die Gottesdienste unter anderem in Sälen des Rathauses und Amtsgericht ab. Bereits Anfang des 20. Jahrhunderts gab es Pläne für die Errichtung einer eigenen Kirche. Diese konnten jedoch erst nach dem Ersten Weltkrieg umgesetzt werden. Die Bauarbeiten dauerten von 1925 bis 1927 und standen unter der Aufsicht von Otto Bartning. Das fertiggestellte Gotteshaus wurde am 31. Juli 1927 durch Prälat Julius Kühlewein geweiht.
1999 wurden auf einem Teil des Kirchendachs nach längeren Verhandlungen mit der Denkmalbehörde Solarpaneele montiert. Die Schönauer Bergkirche war damit die erste unter Denkmalschutz stehende Kirche mit einer derartigen Solaranlage.

## Beschreibung

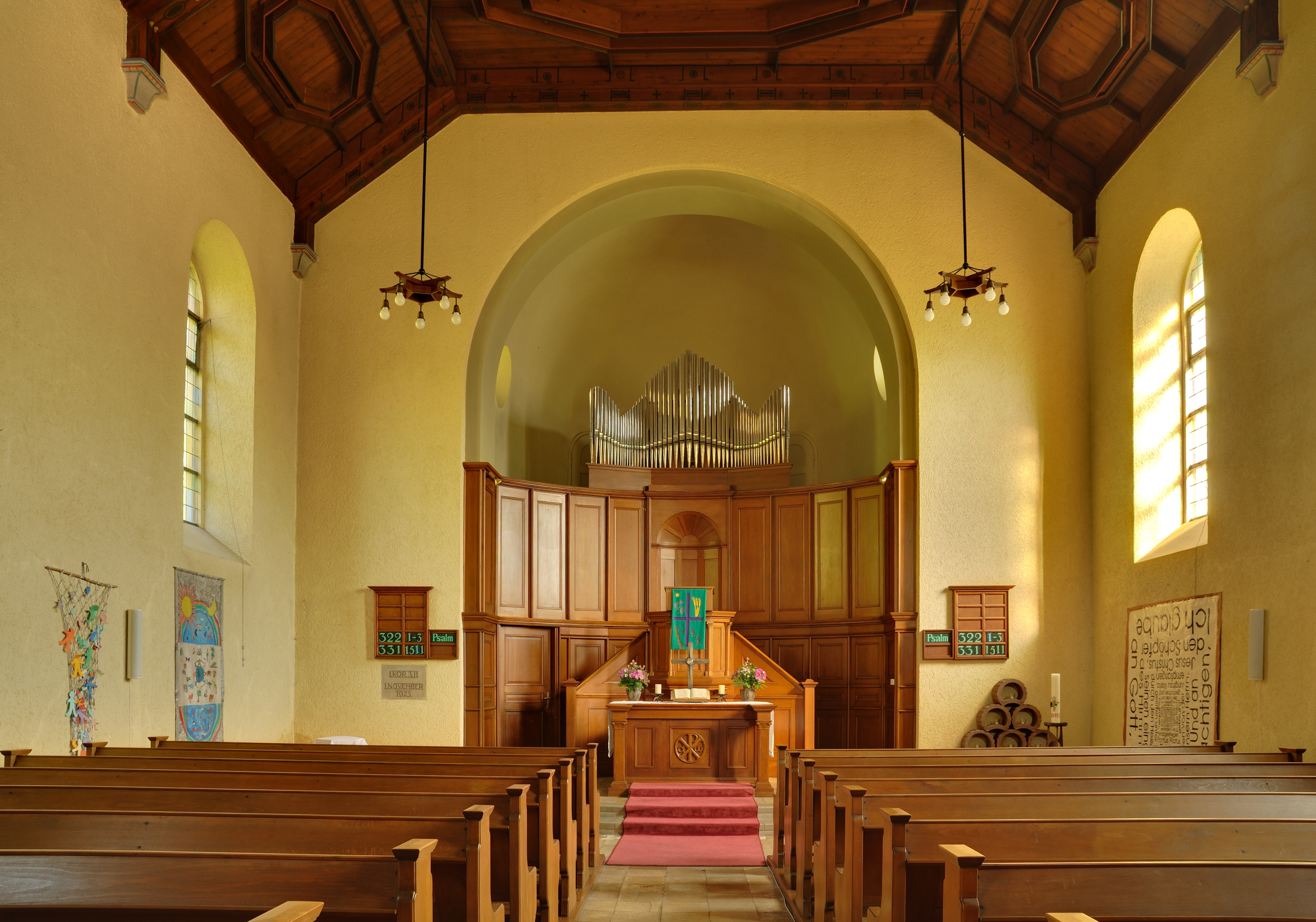
Blick zu Altar und Kanzel mit stillgelegtem Orgelteil im Chor

### Kirchenbau
Der Bau besteht aus einem rechteckigen Hauptbau, der von einem Satteldach bedeckt ist, und einem sich östlich anschließenden halbrunden Chor. Der Eingang im Süden ist vom heruntergezogenen Dach bedeckt, das von zwei Säulen getragen wird. Nach Nordosten ist ein dreigeschossiger Kirchturm angebaut, dessen Satteldach im rechten Winkel zum Langhausdach ausgerichtet ist. Im oberen Geschoss befinden sich zwei rundbogig abschließende Klangarkaden. Die quadratischen Zifferblätter der Turmuhr sind unterhalb der Arkaden rechtsbündig zur Fassadenkante angebracht.

### Orgel

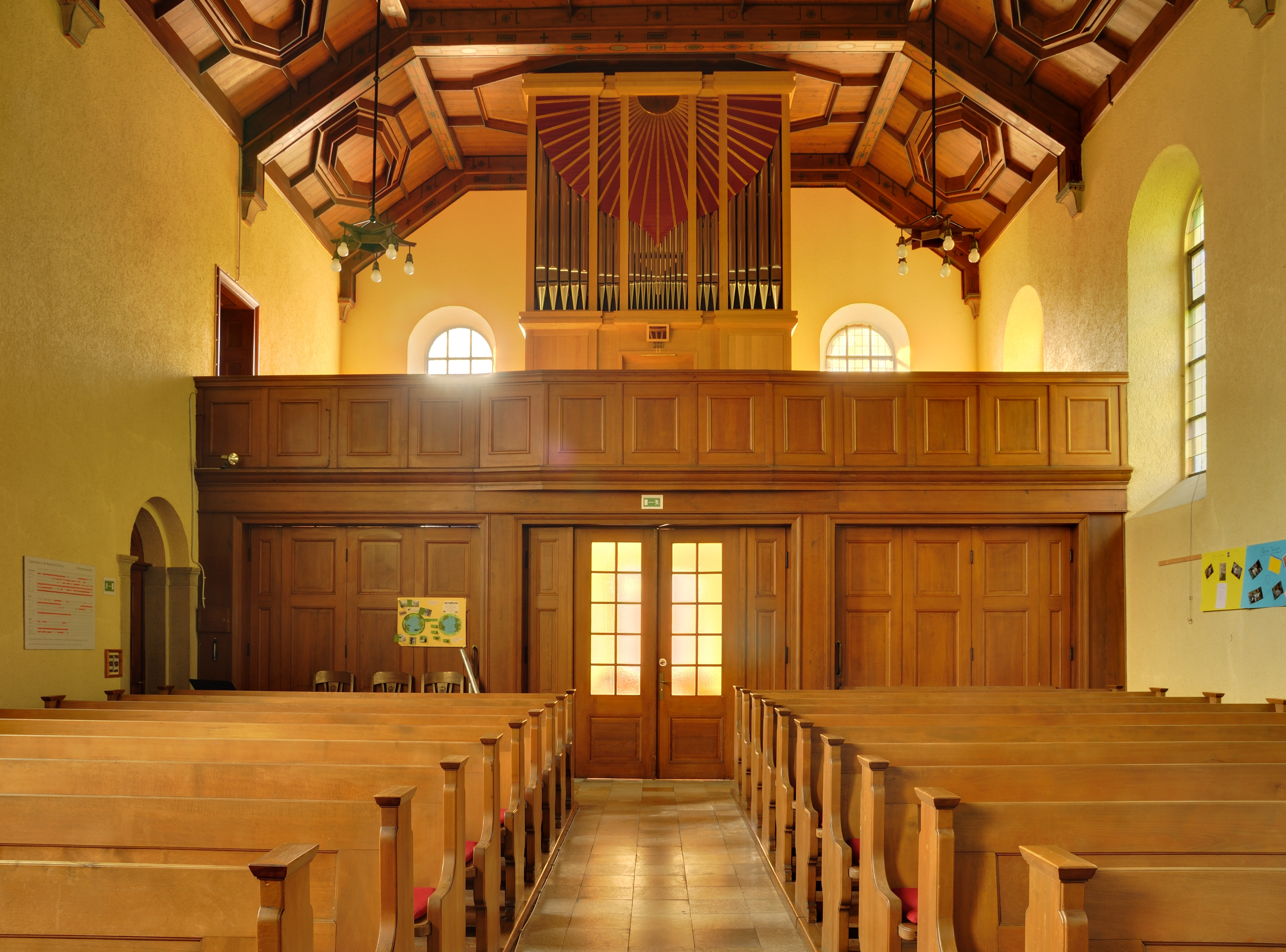
Langhaus Richtung Empore zur „Sonnenorgel“

Die von Eberhard Friedrich Walcker 1934 erbaute Orgel war ursprünglich mit drei Manualen, einem Pedal und 30 Registern geplant. Es wurden jedoch nur 16 Register eingebaut. 1960 wurde die Orgel von Peter Vier umgebaut und erweitert und 1969 erneut aufgestockt, so dass sie insgesamt über 28 Register verfügt.
Durch Spenden finanziert wurde in den 2000er Jahren eine neue Orgel in Auftrag gegeben, die vom Orgelbauer Jens Steinhoff aus Schwörstadt erbaut wurde. Die sogenannte „Sonnenorgel“ wurde am 15. Juli 2007 eingeweiht und auf der Empore über dem Eingangsbereich der Kirche aufgestellt. Das Instrument hat 790 Pfeifen aus Metall und 142 aus Holz. Ihre Längen reichen von 15 Millimeter bis 2,80 Meter. Ihre Disposition ist nachstehend aufgeführt: Das Orgelpositiv als Fernwerk der vorigen Orgel über dem Altar blieb erhalten, ist aber nicht mehr spielbar, da es keinen eigenen Spieltisch hat und auch nicht an die Sonnenorgel angeschlossen ist. Der Name Sonnenorgel bezieht sich auf die Gestaltung des Orgelprospekts, die an eine Sonne denken lässt.
| Hauptwerk     |       |
| Principal     | 8′    |
| Hohlflöte     | 8′    |
| Gambe         | 8′    |
| Piffaro       | 8′    |
| Octav         | 4′    |
| Octav         | 2′    |
| Quint         | 1 ⁄3′ |
| Mixtur 4-fach | 1′    |

| Brustwerk         |        |
| Holzgedeckt       | 8′     |
| Holzflöte         | 4′     |
| Quint             | 2 ⁄3′  |
| Flöte             | 2′     |
| Terz              | 1 3⁄5′ |
| Tremulant Kalkant |        |

| Pedal    |     |
| Subbass  | 16′ |
| Octav    | 8′  |
| Octav    | 4′  |
| Trompete | 8′  |

### Glocken
Das dreistimmige Glockengeläut aus Gussstahlglocken wurde 1927 vom Bochumer Verein gegossen. Die Inschriften sind jeweils Worte der Namensgeber.
| Name           | Schlagton | Inschrift                                                                         |
| -------------- | --------- | --------------------------------------------------------------------------------- |
| Christusglocke | des′      | „Glaubt an Gott und glaubt an mich. Ich bin der Weg, die Wahrheit und das Leben.“ |
| Lutherglocke   | f′        | „Ein feste Burg ist unser Gott / Ein gute Wehr und Waffen!“                       |
| Hebelglocke    | as′       | „E stille Sinn in Freud und Not / E rüejjggs G’wisse geb üch Gott!“*              |

* Johann Peter Hebel, evangelischer Pfarrer und Dichter, auch in alemannischer Mundart, stammte aus der Region, dem Wiesental. Die Inschrift stammt aus Hebels Gedicht „Des neuen Jahres Morgengruß“.